# Farouk (roi d'Égypte)
Pour les articles homonymes, voir Farouk.
Farouk (en arabe : فاروق الأول), né le 11 février 1920 au Caire et mort le 18 mars 1965 à Rome, est l'avant-dernier roi d'Égypte et le dixième souverain de la dynastie de Méhémet Ali.
Il succède à son père Fouad Ier le 28 avril 1936 et règne jusqu'au 26 juillet 1952, date à laquelle il est renversé, puis remplacé par son fils Fouad II. Il meurt treize ans plus tard en exil en Italie. Sa sœur, Faouzia Fouad, est la première épouse et la reine consort (Maleke) du dernier chah d'Iran, Mohammad Reza Pahlavi.

## Biographie

### Famille et éducation

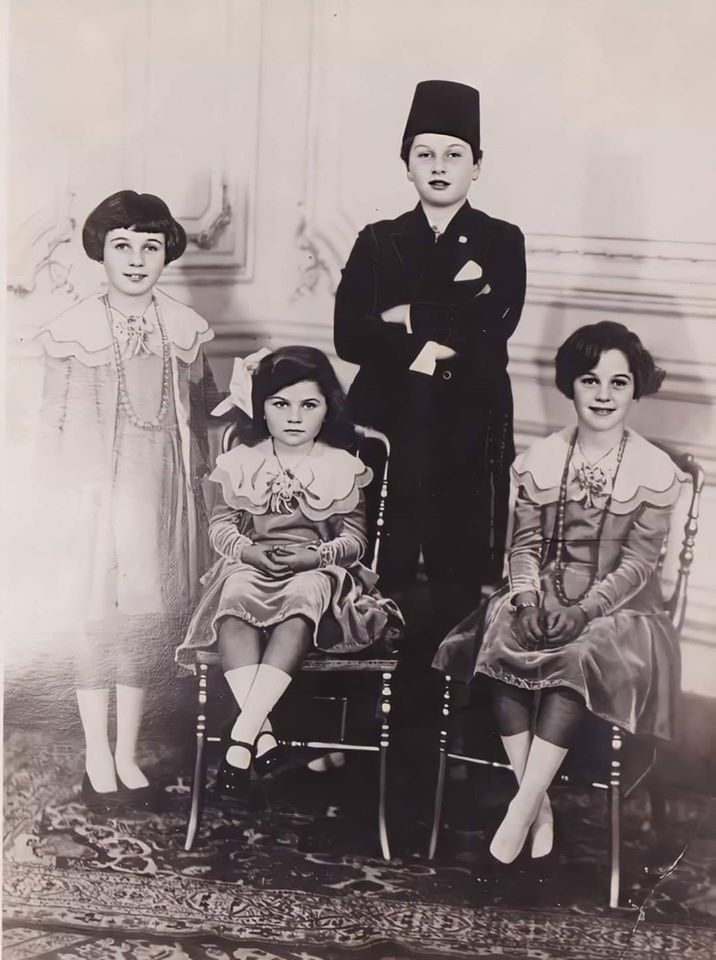
Le prince Farouk et ses soeurs les princesses Fawzia, Faiza et Faika au palais Al-Qibba, dans les années 1920.

Farouk est le fils du sultan et plus tard roi Fouad Ier d'Égypte et du Soudan et de sa deuxième épouse, Nazli Sabri. également l'arrière-arrière-petit-fils de Méhémet Ali lequel est d'origine albanaise. Il possède également des origines ottomanes, grecques, circassiennes et françaises,,,. En plus de ses sœurs, Faouza, Faiza, Faika et Fathia, il a un demi-frère et une demi-sœur, Fawkia Fouad, issus du mariage précédent de son père à la princesse Shwikar Khanum Effendi.

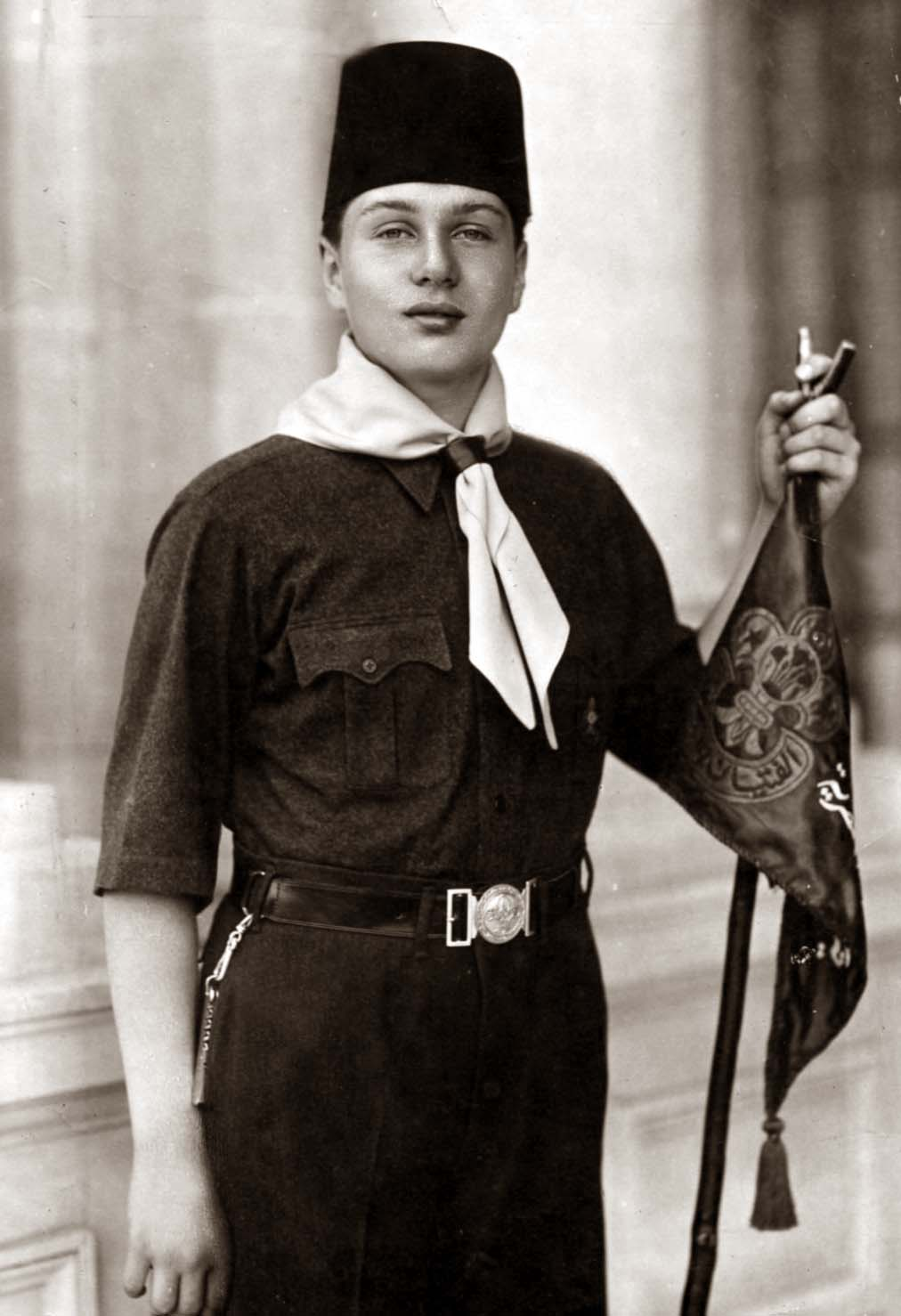
Le prince Farouk en 1933.

Le roi Fouad prend grand soin de l'éducation de son fils Farouk, lequel est donc entouré d'un cercle comprenant sa mère Nazli et ses sœurs, en plus de la nurse anglaise, Miss Ina Taylor.
Farouk devint prince héritier et son père le titre prince de Haute-Égypte le 12 décembre 1933.
Avant la mort de son père, il se rend au Royaume-Uni accompagné d'un aréopage chargé de prendre soin de lui (médecin, enseignants, gardes...) et est éduqué à l'Académie royale militaire de Woolwich, au Royaume-Uni.

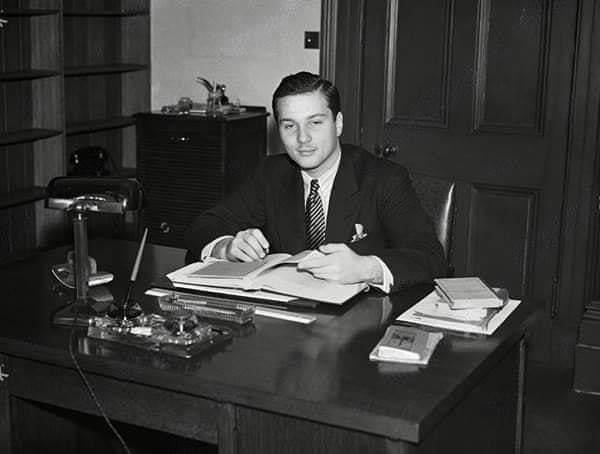
Farouk durant ses études en Angleterre, en 1936.

### Roi d'Égypte
En attendant sa majorité (18 ans), un conseil de tutelle, choisi par le roi Fouad avant sa mort survenue le 28 avril 1936, est chargé d'administrer le pays.
Lors de son couronnement le 29 juillet 1937, le roi Farouk, âgé de seize ans et extrêmement populaire, s'adresse à son peuple à la radio, une première pour un souverain égyptien. Son accession au trône est encouragée tant par la population que par la noblesse. Dès son accession à la tête du pays, Farouk cherche, comme son père, à défendre les prérogatives de la couronne contre le parti Wafd.

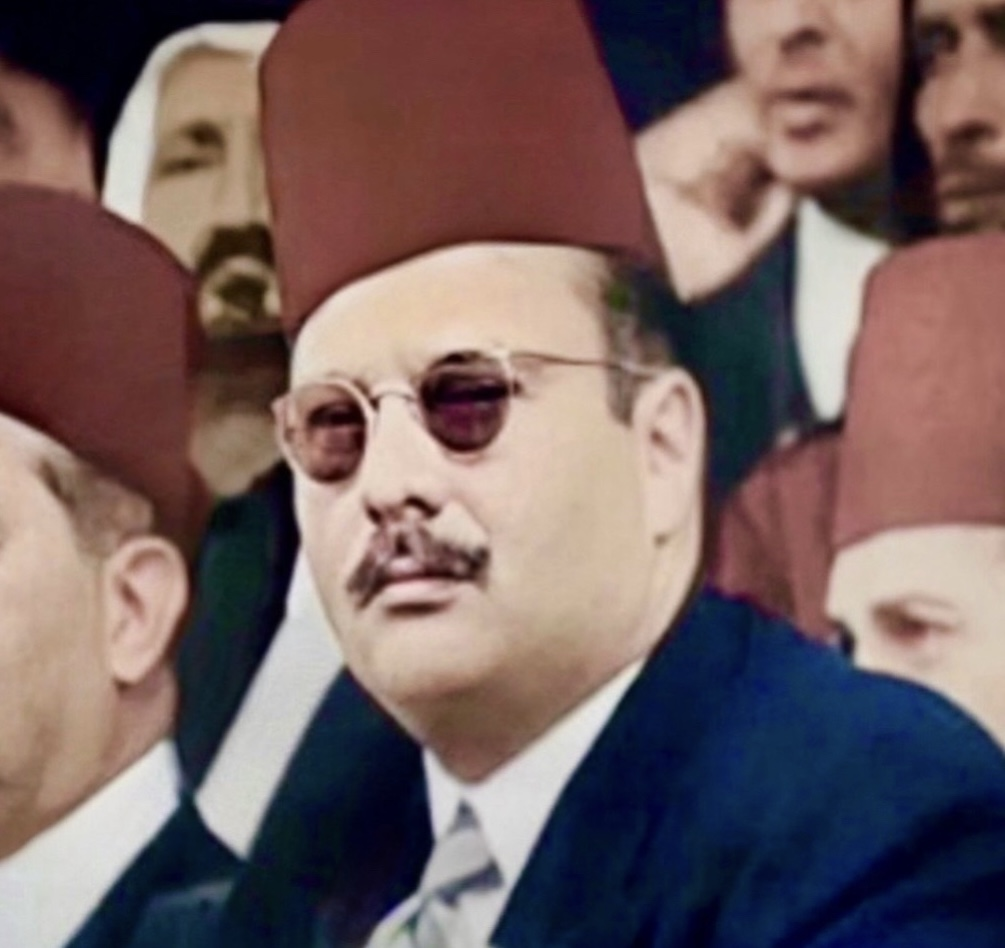
Farouk en 1948.

Sa popularité a pour base son caractère très pieux : il contre le parti laïque du Wafd et s'appuie sur les Frères musulmans et le parti Jeune Égypte qui prônent le renforcement du lien entre le monde arabe et l'Égypte, ainsi qu'une dimension religieuse islamique dans le gouvernement.
Farouk aime beaucoup le style de vie royal. Bien que possédant déjà des milliers d'hectares de terres, des douzaines de palais et des centaines de voitures, le jeune roi se rend souvent en Europe pour de grandes tournées d'achats, suscitant la colère de nombre de ses sujets dont la majorité est extrêmement pauvre et privée de droits.

#### Seconde Guerre mondiale

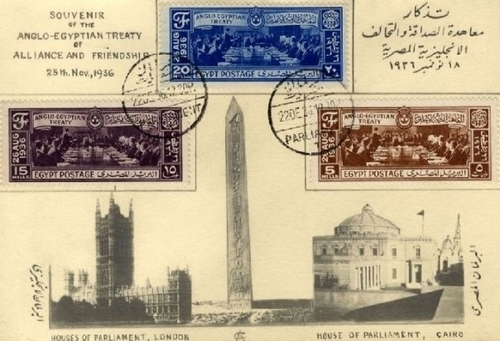
Carte postale rendant hommage au traité d'alliance et d'amitié anglo-égyptienne signé le 18 novembre 1936 et qui sera aboli en 1951.

Au début de la Seconde Guerre mondiale, il est favorable à l'Axe mais, en application du traité anglo-égyptien de 1936 et à la suite de l'incident du palais d'Abedin en 1942, il engage son pays à soutenir en tant qu'allié l'effort de guerre britannique.
Le 6 novembre 1943, il survit à un grave accident de la route, qui a de sérieuses répercussions sur son caractère et est « à l'origine de sa longue déchéance, déchéance d'autant plus tragique qu'elle entraîne dans son sillage la chute de sa dynastie ».

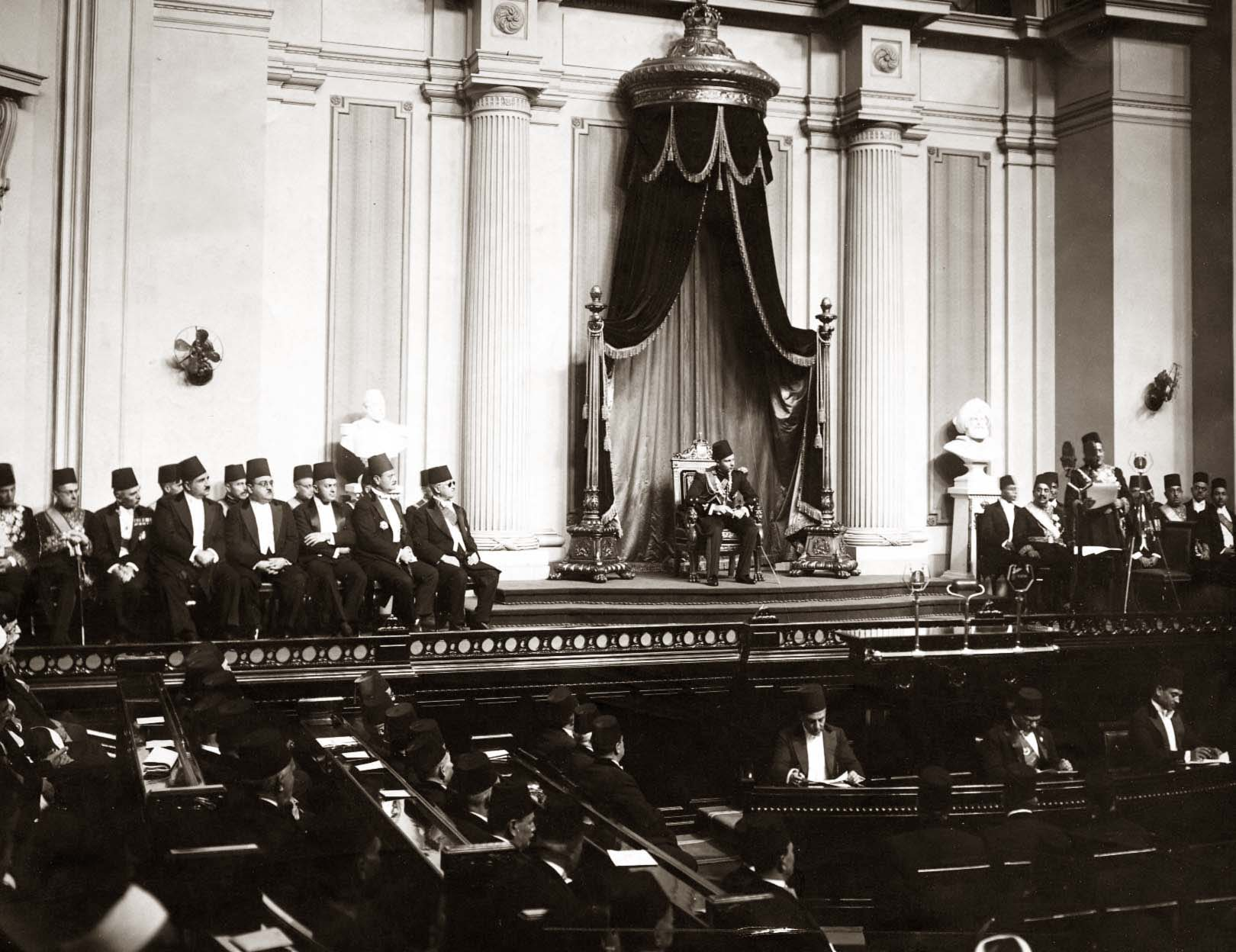
Le roi Farouk à la Chambre des représentants écoutant le discours de Moustapha el-Nahhas Pacha (1937).

Durant les épreuves de la Seconde Guerre mondiale, des critiques sont exprimées contre son style de vie fastueux. Sa décision de garder toutes les lumières allumées dans son palais d'Alexandrie à un moment où la ville est plongée dans l'obscurité en raison des bombardements allemands et italiens est jugée particulièrement offensante par certains. En raison de l'occupation durable de l'Égypte par les Britanniques, de nombreux Égyptiens, y compris Farouk, sont bien disposés vis-à-vis de l'Allemagne et de l'Italie. Ainsi, malgré la présence de troupes britanniques, l'Égypte reste officiellement neutre jusqu'à la dernière année de la guerre. Les fonctionnaires italiens en place en Égypte ne sont pas inquiétés. Si l'Égypte est théoriquement indépendante, les Anglais continuent à y exercer trop de responsabilités, l'indépendance ressemblant fort à une colonisation déguisée. Ce ressentiment explique que le royaume d'Égypte finit par déclarer la guerre à l'Allemagne et au Japon, tardivement, le 26 février 1945, soit juste avant la date limite fixée par les « Trois Grands » au 1er mars 1945, afin d'être admise à participer, comme membre fondateur de la nouvelle organisation de l'ONU, à la conférence de San Francisco.

#### Vers l'abdication

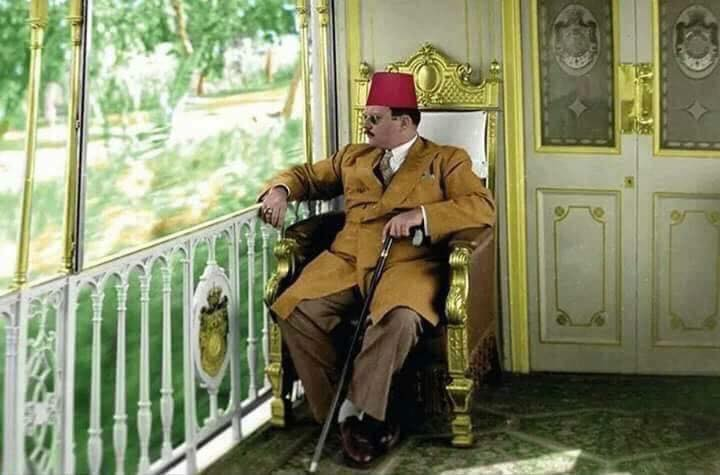
Farouk Ier dans le train royal, en 1947.

Le roi Farouk est considéré comme un playboy corrompu, dépensier et incompétent, de plus redevable à une puissance étrangère occupante. Pendant les dernières années de son règne, la corruption atteint une ampleur sans précèdent. Cette corruption, la poursuite de l'occupation militaire britannique et la défaite égyptienne lors de la guerre israélo-arabe de 1948 amènent un coup d'État militaire le 23 juillet 1952, salué par les Égyptiens et une grande partie du monde comme un acte d'émancipation.
Farouk est contraint d'abdiquer par le conseil révolutionnaire mené par Gamal Abdel Nasser et Mohammed Naguib en faveur de son fils nouveau-né, Fouad II, alors âgé de six mois. Une période de transition d'un an commence (régence), la république est proclamée l'année suivante.

### Fin de vie
« Monarque déchu, barbichu, ventripotent et embagousé », il embarque pour l'exil à bord de son yacht, d'abord pour Monaco, puis en Italie, à Rome et à Capri. En 1959, il reçoit la nationalité monégasque puis un passeport diplomatique en 1960. Sa fille aînée, la princesse Feryal, révélera dans une émission télévisée avec MBC en septembre 2007 que son père n'était pas argenté mais recevait des avantages financiers annuels de la famille royale saoudienne en raison de l'amitié qui le liait au fondateur du royaume, le roi Abdelaziz ibn Saoud.

#### Mort
Farouk meurt dans la nuit du 18 mars 1965 (année 1384 de l'Hégire) à une heure du matin, après avoir dîné gras (huîtres, homard, veau, frites, gâteaux...) au restaurant « Île de France » à Rome. Les médecins italiens ont considéré sa surcharge pondérale et son hypertension pour conclure à un rétrécissement des artères à cause de mauvaises habitudes alimentaires — que tout le monde lui connaissait — qui lui ont été fatales. La famille a refusé que soit pratiquée une autopsie et s'est rangée à cet avis.

#### Sépulture
Le vœu du roi Farouk était d’être enterré dans la mosquée Al-Rifai en Égypte mais le président Nasser refuse de répondre favorablement à la demande de la famille. Des préparatifs ont donc été faits pour son enterrement à Rome. Après une médiation, Nasser accepte cet enterrement en Égypte mais stipule que Farouk ne peut pas être enterré dans les cimetières de la mosquée Al-Rifai. Le 31 mars 1965, le corps du roi Farouk arrive en Égypte pour être enterré de nuit et dans le plus grand secret à Hosh al-Basha.
Dans les années 1970, le président Sadate accède à la demande de la famille en autorisant le transfert des restes du roi Farouk au cimetière de la mosquée Al-Rifai, là encore de nuit et sous haute surveillance, où ils ont été inhumés à côté de ceux de son père le roi Fouad et de son grand-père, le khédive Ismaïl.

## Vie privée

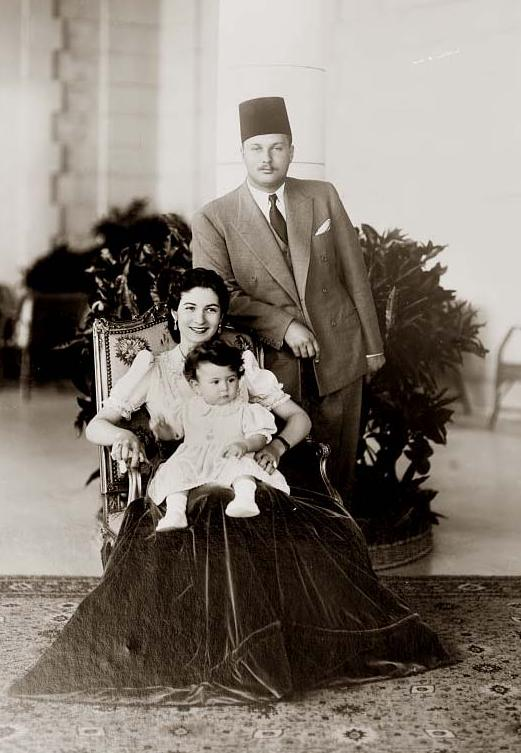
Portrait officiel du roi Farouk et son épouse la reine Farida et leur fille la princesse Feryal, v. 1938-1939.

D'ascendance notamment albanaise, il compte parmi ses ancêtres Soliman Pacha, un Français converti à l'islam.
Le 20 janvier 1938, il épouse Safinaz Zulfikar (Farida d'Égypte), au Caire. Elle prend le nouveau nom de Farida, conformément à la tradition selon laquelle les membres de la famille doivent porter les mêmes initiales. Trois filles naissent de cette union : la princesse Feriyal, la princesse Fawzia et la princesse Fadia. Après la naissance de sa troisième fille, Farouk répudie Farida le 19 novembre 1948.
En mai 1951, il épousa Narriman Sadek et ont un fils qui deviendra le roi Fouad II. Mais, peu après son abdication, le couple divorce.
En 1956, il se montre un peu trop avenant avec la chanteuse italienne-égyptienne et française Dalida lors d'un gala à la villa d'Este et se prend une gifle en public.
Parmi les nombreuses maîtresses qu'on lui connaît, dont la Française Annie Berrier, et son goût prononcé pour les femmes juives comme l'actrice égyptienne Camelia, Irene Guinle et l'écrivain Barbara Skelton (en) (1916-1996) sont considérées comme les maîtresses officielles de Farouk,,,. Cette dernière indique plus tard que le roi Farouk avait un comportement très adolescent, qu'il n'avait pas l'étoffe pour être un grand roi mais qu'il était doux, avait du sang-froid et un bon sens de l'humour.

## Décorations étrangères
- Collier de l'ordre suprême du Soleil (royaume d'Afghanistan)
- Grand-croix de l'ordre de la Fidélité de l'Albanie (en)
- Grand cordon de l’ordre de Léopold (Belgique)
- Chevalier grand-croix de l'ordre des Saints-Cyrille-et-Méthode (royaume de Bulgarie)
- Collier de l’ordre d’Isabelle la Catholique (Espagne)
- Grand-croix de la Légion d'honneur (France)[20]
- Grand-croix de l’ordre du Sauveur (royaume de Grèce)
- Commandeur de la Legion of Merit (États-Unis)
- Collier de l'ordre de Salomon (Empire éthiopien)
- Collier de l'ordre des Hachémites (it) (royaume d'Irak)
- Collier de l'ordre des Pahlavi (État impérial d'Iran)
- Grand-croix de l'ordre de la Couronne d'Italie (Italie)
- Grand-croix de l'ordre royal des Saints-Maurice-et-Lazare (Italie)
- Chevalier grand-croix de l'ordre suprême de la Très Sainte Annonciade (Italie)
- Grand cordon de l'ordre du Chrysanthème (Japon)
- Collier de l'ordre de Ali ibn Hussein (Jordanie)
- Collier de l'ordre suprême de la Renaissance (Jordanie)
- Collier de l'ordre d'Idris Ier (royaume de Libye)
- Grand-croix de l'ordre du Ouissam alaouite (Maroc)
- Grand-croix de l’ordre de Saint-Charles (Monaco)
- Chevalier grand-croix de l'ordre du Lion néerlandais (Pays-Bas)
- Chevalier de l'ordre de l'Aigle blanc (Pologne)
- Collier de l'ordre de la Tour et de l'Épée (Portugal)
- Première classe de l'Écharpe des deux ordres (en) (Portugal)
- Collier de l'ordre de Carol I (royaume de Roumanie)
- Chevalier grand-croix de l'ordre de l'Étoile de Karageorge (royaume des Serbes, Croates et Slovènes)
- Grand cordon dans l'ordre des Omeyyades (Syrie)
- Chevalier de l'ordre des Séraphins (Suède)
- Grand-croix de l'ordre du Lion blanc (Tchécoslovaquie)
- Collier de l'ordre royal de Thaïlande
- Grand-croix de l'ordre du Nichan Iftikhar (royaume de Tunis)
- Grand-croix de l'ordre du Dragon d'Annam (royaume du Vietnam)

## Filmographie
- 1991 : Christmas Pudding, épisode de Hercule Poirot.
- 2006 : OSS 117 : Le Caire, nid d'espions de Michel Hazanavicius.